# Porfirio Díaz (película)
Porfirio Díaz es una película histórica mexicana de 1944 dirigida por Rafael M. Saavedra y Raphael J. Sevilla. Retrata la vida del militar y presidente mexicano del siglo XIX Porfirio Díaz. Fue estrenada el 15 de septiembre de 1944, fecha de nacimiento de Díaz.

## Reparto
- Emilio Brillas
- Asunción Casal
- Fernando Curiel
- Mimí Derba
- Tony Díaz
- Gloria Estrada
- Conchita Gentil Arcos
- José Goula
- Rafael Icardo
- Miguel Inclán
- José Luis Jiménez
- Max Langler
- Chel López
- José Elías Moreno
- Manolo Noriega
- Alicia de Phillips
- Salvador Quiroz
- Humberto Rodríguez
- Virginia Serret
- David Silva
- Arturo Soto Rangel
- Dolores Tinoco
- David Valle González
- Aurora Zermeño